# Herb Chrzanowa
Herb Chrzanowa – jeden z symboli miasta Chrzanów i gminy Chrzanów w postaci herbu.

## Wygląd i symbolika
Herbem jest wizerunek tarczy stylizowanej na kartusz z ornamentem zwijanym, z którego zwisają szyszki chmielowe. Tarcza podzielona jest pionowo na dwa pola. W polu prawym złotym biegną w równych odstępach poziome czarne pasy. Na nich w kierunku pionowym rozpięty wieniec zielony z fleuronami. W polu lewym czerwonym Orzeł Biały ze złotą koroną, głowa o profilu lewym, skrzydła rozpostarte. Herb wieńczy korona złota królewska z jabłkiem i krzyżem, pięciopałkowa z czerwonym podbiciem.
Herb wywodzi się od herbu Księstwa Warszawskiego, do którego Chrzanów został przyłączony na podstawie pokoju w Schonbrunn w 1809 roku.

## Historia

Stary herb Chrzanowa

Stary herb Chrzanowa – wersja z nalepek reklamowych kawy z okresu międzywojennego

Przed włączeniem Chrzanowa do Księstwa Warszawskiego władze miejskie posługiwały się herbem z postacią świętego Mikołaja (patrona miejskiej parafii), umieszczoną w niebieskim polu i przyozdobioną herbem szlacheckim Półkozic, którym posługiwali się Ligęzowie (pierwsi właściciele miasta) oraz literami "S" i "N". Zachowało się również przedstawienie z nalepek reklamowych kawy z okresu międzywojennego, na którym w miejsce inicjałów znajdowały się kozie głowy (z klejnotu herbu Półkozic), zaś święty stał na zielonej murawie. Oba wizerunki oparte są na zachowanych staropolskich pieczęciach miejskich. Przez krótki czas, herb Półkozic na tarczce u dołu był zastąpiony herbem Topór. Było to w okresie, kiedy miasto należało do Obecnie postać świętego Mikołaja znajduje się w herbie powiatu chrzanowskiego.
W latach 1966–1990 herb Chrzanowa podobny był do obecnie używanego, posiadał jednak nieznacznie zmienioną kolorystykę. Kolory poziomych pasów w prawym polu tarczy były zmienione na niebiesko-żółte, a pionowy wieniec miał kolor złoty.
Współczesny Herb Chrzanowa wywodzi się z czasów Księstwa Warszawskiego, kiedy to indywidualne herby miast zastępowano herbem państwowym. Władze miasta wyjątkowo zachowały herb Księstwa Warszawskiego jako herb miejski także po likwidacji Księstwa, co wynikało z faktu, że w latach 1804-1822 Chrzanów był własnością księcia sasko-cieszyńskiego Alberta Kazimierza, syna króla Augusta III.
W trakcie prac nad Systemem Identyfikacji Wizualnej gminy Chrzanów w 2019 r. zwrócono uwagę na mankamenty powszechnie używanej wersji cyfrowej herbu. Plik źródłowy stał się nieużyteczny przez nanoszone zmiany i błędy wynikające z użycia przestarzałego oprogramowania. Odtworzenie herbu wymagało zaprojektowania go od zera w oparciu o wytyczne wskazane w statucie gminy Chrzanów. Poprawiono detale, konstrukcję i kolory. Wzór pozbawiono zbędnych elementów graficznych. Poprawiony technicznie wzór herbu pozwolił uzyskać odpowiednią równowagę. Nowe odwzorowanie przyjęte zostało przez Radę Miejską w Chrzanowie uchwałą Nr XVII/175/2020 z 10 marca 2020.

## Kontrowersje
W 2004 roku Komisja Heraldyczna przy Ministerstwie Spraw Wewnętrznych i Administracji orzekła, że herb Chrzanowa jest niezgodny ze sztuką heraldyczną i odmówiła ustanowienia insygniów Chrzanowa.
Herb nie spełniał między innymi zasad takich, jak unikanie zbędnych ozdób i skomplikowanych form oraz odcieni i cieniowań, ograniczenie używanych barw wyłącznie do sześciu (czerwonej, błękitnej, zielonej, czarnej, srebrnej lub białej i złotej lub żółtej), używanie tzw. tarczy gotyckiej (hiszpańskiej) o półokrągłym zakończeniu czy też niestykanie się godła z brzegiem tarczy.
Miasto próbowało opracować nowe symbole. Planowano nawiązać do dawnych pieczęci miejskich ze Św. Mikołajem i tarczką u jego stóp. Jednakże nie chciano się zgodzić na umieszczenie w tarczce herbu Półkozic, z powodu negatywnych skojarzeń wywoływanych przez oślą głowę. Jako rozwiązanie kompromisowe, umieszczono u stóp świętego herb  Księstwa Warszawskiego. Projekt autorstwa Włodzimierza Chorązkiego i Mariusza Palucha został negatywnie zaopiniowany przez Komisję Heraldyczną jako przeładowany oraz wykorzystujący symbolikę państwową (Księstwo Warszawskie było formą państwowości polskiej, zaś miasto Chrzanów nią nie jest). Komisja zaleciła przyjęcie wizerunku świętego z tarczką z Półkozicem oraz syglami S, N.